# Liodrosophila madagascarensis
Liodrosophila madagascarensis är en tvåvingeart som beskrevs av Toyohi Okada 1974. Liodrosophila madagascarensis ingår i släktet Liodrosophila och familjen daggflugor.
Artens utbredningsområde är Madagaskar. Inga underarter finns listade i Catalogue of Life.